# Halsmoose
Die Halsmoose (Tayloria) sind eine Gattung von Laubmoosen aus der Familie Splachnaceae. Der Gattungsname ehrt Thomas Taylor.

## Merkmale
Die Moose haben eiförmige bis lanzettliche, zugespitzte, ganzrandige oder gesägte Blätter mit dünnwandigem Zellnetz.
Die Seta ist meist verlängert, dick und die Apophyse (Kapselhals) ist gut entwickelt, schlank und nicht aufgeblasen. Die Kolumella (zentrale Säule in der Sporenkapsel) überragt nach dem Ablösen des Deckels oft die Kapselmündung.

## Standortansprüche und Verbreitung
Die Arten siedeln auf zersetztem Pflanzenmaterial, nitrifiziertem Humus, Dung und Totholz.

## Arten
Weltweit gibt es 47 Arten, davon sind 8 in Deutschland, Österreich und der Schweiz vertreten:
- Tayloria acuminata, Spitzblättriges Halsmoos
- Tayloria froelichiana, Froehlichs Halsmoos
- Tayloria hornschuchii, Hornschuchs Halsmoos
- Tayloria lingulata, Zungen-Halsmoos
- Tayloria rudolphiana, Rudolphs Trompetenmoos
- Tayloria serrata, Gesägtes Halsmoos
- Tayloria splachnoides, Schirmmoosartiges Halsmoos
- Tayloria tenuis, Zartes Halsmoos